# Metapioplasta insocia
Metapioplasta insocia là một loài bướm đêm trong họ Noctuidae.